# Obergerlafingen
Obergerlafingen (im lokalen Dialekt Obrgerlafinge) ist eine politische Gemeinde im Bezirk Wasseramt des Kantons Solothurn in der Schweiz.

## Geographie

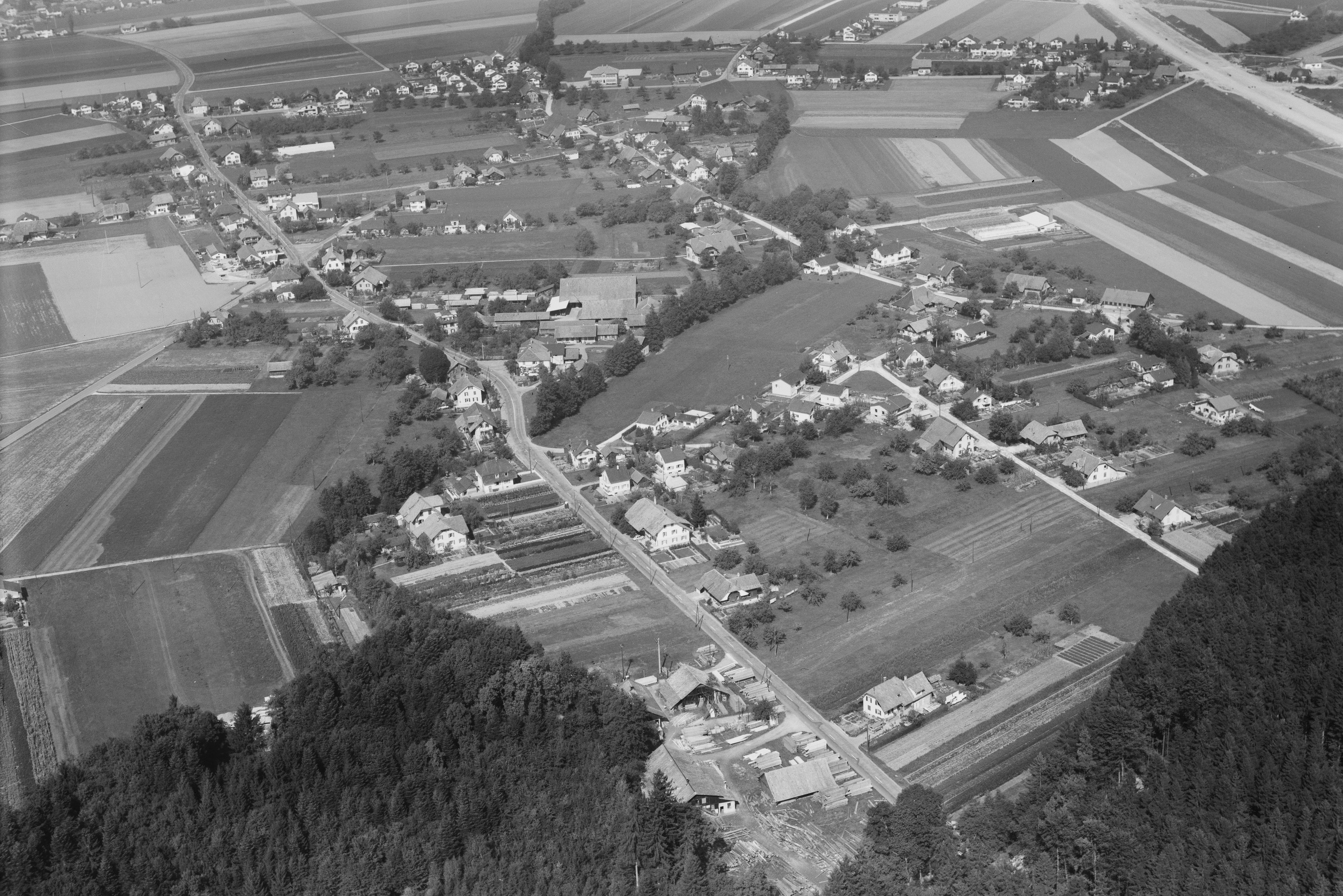
Luftbild (1964)

Obergerlafingen liegt auf 462 m ü. M., 6 km südöstlich des Kantonshauptortes Solothurn (Luftlinie). Das Dorf erstreckt sich auf der Schwemmebene zwischen der Emme im Westen und der Ösch im Osten, am Sagibach, im südlichen Solothurner Mittelland.
Die Fläche des 1,5 km² grossen Gemeindegebiets umfasst einen Abschnitt der grundwasserreichen Schotterebene im mittleren Wasseramt. Der Gemeindeboden liegt beidseits des Sagibachs und erstreckt sich in einem schmalen Streifen nach Süden in den Obergerlafingenwald (mit 466 m ü. M. die höchste Erhebung von Obergerlafingen) sowie nach Norden über die Wiesenfläche Gerkmatten bis an den Rand des Eichholzes. Von der Gemeindefläche entfielen 1997 30 % auf Siedlungen, 19 % auf Wald und Gehölze, 50 % auf Landwirtschaft und etwas weniger als 1 % war unproduktives Land.
Nachbargemeinden von Obergerlafingen sind Gerlafingen, Kriegstetten und Recherswil im Kanton Solothurn sowie Koppigen und Zielebach im Kanton Bern.

## Bevölkerung
Mit 1262 Einwohnern (Stand 31. Dezember 2023) gehört Obergerlafingen zu den mittelgrossen Gemeinden des Kantons Solothurn. Von den Bewohnern sind 97,1 % deutschsprachig, 1,2 % italienischsprachig und 0,8 % sprechen Französisch (Stand 2000). Die Bevölkerungszahl von Obergerlafingen belief sich 1850 auf 136 Einwohner, 1900 auf 378 Einwohner. Im Verlauf des 20. Jahrhunderts stieg die Bevölkerungszahl kontinuierlich weiter an (1970 888 Einwohner). Das Siedlungsgebiet von Obergerlafingen ist heute nahezu lückenlos mit demjenigen von Zielebach zusammengewachsen.

## Politik
Am 28. Juni 2009 wurde der Gemeinderat für die Amtsperiode 2009–2013 gewählt. Obschon die Schweizerische Volkspartei keinen Sitz für sich gewinnen konnte, war sie am Ende der Amtsperiode durch einen Wechsel des Gemeinderatsmitglied Marcel Zuber von den Parteilosen zu der SVP im Gemeinderat vertreten. In der folgenden Gemeindewahl am 14. April 2013 wurde Zuber schliesslich offiziell als SVP-Mitglied in den Gemeinderat gewählt.
| Partei                                                       | 2017–2021 | 2013–2017 | 2009–2013 |
| FDP.Die Liberalen (bis 2009 Freisinnig-Demokratische Partei) | 2         | (3)       | 3         |
| Sozialdemokratische Partei                                   | 2         | 2         | 2         |
| Parteilos                                                    | 3         | (1)       | 2         |
| Schweizerische Volkspartei                                   | 0         | 1         | 0 / (1)   |

1. 1 2  Gemeinderätin Claudia Müller steht auf der Liste der FDP, ist jedoch Parteilose

## Wirtschaft
Obergerlafingen war bis Mitte des 20. Jahrhunderts ein vorwiegend durch die Landwirtschaft geprägtes Dorf. Heute haben der Ackerbau und der Obstbau sowie die Viehzucht nur noch einen marginalen Stellenwert in der Erwerbsstruktur der Bevölkerung. Zahlreiche weitere Arbeitsplätze sind im lokalen Kleingewerbe und im Dienstleistungssektor vorhanden. Seit den 1960er Jahren haben sich dank der guten Verkehrslage verschiedene kleinere und mittlere Unternehmen in Obergerlafingen niedergelassen. Heute sind im Ort Betriebe des Baugewerbes, der Elektrobranche, des Fensterbaus, eine Schreinerei und eine Druckerei vertreten. In den letzten Jahrzehnten hat sich das Dorf auch zu einer Wohngemeinde entwickelt. Viele Erwerbstätige sind deshalb Wegpendler, die hauptsächlich in den Regionen Solothurn und Bern arbeiten.

## Verkehr
Die Gemeinde ist verkehrsmässig gut erschlossen. Sie liegt an einer Verbindungsstrasse von Biberist nach Koppigen. Der nächste Anschluss an die Autobahn A1 (Bern-Zürich), welche abschnittsweise die östliche Gemeindegrenze bildet, befindet sich rund 2 km vom Ortskern entfernt. Durch die Buslinie der BSU, welche als Durchmesserlinie der Region Solothurn die Strecke von Obergerlafingen via Solothurn nach Bellach bedient, ist das Dorf an das Netz des öffentlichen Verkehrs angebunden.

## Geschichte
Die erste urkundliche Erwähnung des Ortes erfolgte 1278 unter dem Namen Obergeroluingen. Später erschienen die Bezeichnungen Oberngerolfingen (1363) und Obergerlafingen (1449). Der Ortsname ist vom germanischen Personennamen Gerolf abgeleitet.
Im Mittelalter war Obergerlafingen vermutlich Teil der Herrschaft Koppigen. Später bildete es zusammen mit Niedergerlafingen, dem heutigen Gerlafingen, eine eigene kleine Herrschaft. Im Jahr 1466 wurde das Dorf von der Stadt Solothurn erworben und der Vogtei Kriegstetten zugeteilt. Erst mit dem Wyniger Vertrag ging 1665 auch die hohe Gerichtsbarkeit von Bern an Solothurn über. Nach dem Zusammenbruch des Ancien Régime (1798) gehörte Obergerlafingen während der Helvetik zum Distrikt Biberist und ab 1803 zum Bezirk Kriegstetten, der 1988 offiziell in Bezirk Wasseramt umbenannt wurde. Mit der Gründung der Von Rollschen Eisenwerke in Gerlafingen (1811) und der Papierfabrik in Biberist (1862) erlebte auch Obergerlafingen durch starke Zuwanderung eine deutliche Bevölkerungszunahme. Obergerlafingen besitzt keine eigene Kirche; es gehört zur Pfarrei Kriegstetten.

## Wappen
Blasonierung
In Rot drei pfahlweise gestellte weisse sechsstrahlige Sterne

## Persönlichkeiten
- Fred Siegenthaler (1935–2023), Papieringenieur, Papier- und Objektkünstler.